# محطة خانية للطاقة
محطة خانية للطاقة هي محطة توليد غازية لتوليد الطاقة الكهربية وتعمل بالغاز الطبيعي وتقع في مدينة خانية الواقعة في جزيرة كريت في دولة اليونان.
وتتكون من وحدتين من التربينات الغازية بطاقة إجمالية مقدارها 120 ميجاواط، وتملك الشركة العامة للطاقة اليونانية هذه المحطة.

## تاريخيًا
في عام 1995 قامت الشركة العامة للطاقة بتوقيع عقدًا لتصميم وتركيب وحدتين من التربينات الغازية بطاقة إجمالية قدُرها 59 ميجاواط لكل واحدة، وتم توقيع العقد مع الشركة الإيطالية أنسالدو إينريجيا لهندسة الطاقة ومع شركة فرعية أيضًا تُدعي فينميكانيكا وهي شركة إيطالية أيضًا.
وتم إيقاف أعمال الإنشاء بعد توقيع العقد بفترة نتيجة ممانعة السكان المحليين لإنشاء المحطة بالقرب من مدينتهم
خوفًا من التلوث، وتم استكمال أعمال التشييد مجددًا في أبريل عام 1997، وتم عمل مزامنة أولية في مارس لعام 1998 وتم إدخال أول وحدة للتشغيل التُجاري في مايو لعام 1998 والوحدة الثانية تم تركيبها في الشبكة في أغسطس لعام 1998.